# ドクダミ
ドクダミ（蕺・蕺草・蕺菜、学名: Houttuynia cordata）は、ドクダミ科ドクダミ属の多年草の一種である。ドクダミ属 (Houttuynia) は、本種のみを含む。

## 概要
湿った陰地に群生し、全体に特有の臭気がある。葉はハート形、萼片や花弁を欠く小さな花が密集し、その基部に白い花びらのような苞（花や花の集まりの基部にある特殊化した葉）が4枚つくため、花の集まり（花序）が1個の花のように見える（図1）。東アジアから東南アジアに分布しており、日本では北海道空知辺りから九州で見られる。
名に「ドク」とあるが、ドクダミは無毒である。雑草として身近な植物であるが、古くから民間薬として利用され、生薬としては十薬（じゅうやく; 重薬、蕺薬）とよばれる。薬用の他にどくだみ茶や食用、園芸用などに利用されることもある。別名が多く、ドクダミソウ、ドクダメ、ギョセイソウ、ジゴクソバ、ウマゼリなどがある（分類表和名欄参照）。

## 特徴
多年生の草本であり、全草にアルデヒド由来の特有の臭気がある。地下に細長く白い地下茎が横に伸び、盛んに分枝している。地下茎の節から不定根が輪生している。草丈は20–60センチメートル (cm) になり、地上茎は紫色を帯びて斜上・直立し、無毛または有毛、まばらに葉が互生する（下図2a, b）。葉身は心形で全縁、先端が尖り、長さ 3–10 cm、腺点をもち、光沢のない暗緑色で特に裏面はしばしば紫色を帯びる（下図2）。葉脈は掌状、5–7本（下図2c）。葉柄は長さ1–3.5 cm、無毛。托葉は膜質で鈍頭、長さ 1–2.5 cm、葉柄の基部につき、鞘状に茎を抱き、はじめは新芽を包んでいる。
花期は初夏から夏（5–8月）。茎頂または茎の上部の葉腋から長さ 1–5 cm の花序柄を伸ばし、その先に小さな花が密集して長さ 1–3 cm の穂状花序をつける（花は下から順に咲く） （上図2a, b, 下図3a, b）。花序の基部には長楕円形から倒卵形、長さ 1–2 cm の白い苞が4枚（まれに5、6、7枚）、十字状についている（これが"花びら"のように見えるため、花序全体が1個の花のように見える; 下図3a, b）。この苞はつぼみのときに花序全体を包んでいる。各花の基部には小さな線形の苞（小苞）があるが、園芸品の中にはこの苞が最下の苞と同様に白く大型化しているものもある（ヤエドクダミ; 下図3c）。個々の花は花被（萼片、花弁）を欠き、雌しべと雄しべからなる。雄しべは3–8個、葯は黄色で目立ち、花糸は細長く基部で雌しべの子房に合着している。雌しべは子房上位、3または4個の心皮からなり、合着して1室、側膜胎座、各胎座に6–8個の胚珠がつく。雌しべの花柱は3または4個、白色、反曲する（下図3b）。
果実はさく果、亜球形、長さ 2–3 mm、宿存性の花柱の間で裂開する。種子は卵形、長さ約 0.5 mm、褐色。日本のドクダミは有性生殖を行わず、胚珠が無性的に種子になる（無融合種子形成）と考えられている。また地下茎の分断化などによる栄養繁殖も頻繁に行う。染色体数に変異が大きく、2n = 24, 52–56, 72, 80, 96, 100–104, 112, 128 などが報告されている。日本に多いドクダミ (2n = 96) は3倍体とされることもあるが、これら染色体数からは12倍体であるともされる（染色体基本数 x = 8）。
植物体全体に油細胞や分泌細胞、腺毛が存在し、アルデヒドやケトン、フラボノイド、フェノール化合物、タンニンなどを生成、植食者や寄生微生物に対する防御としていると考えられている。

## 分布・生態

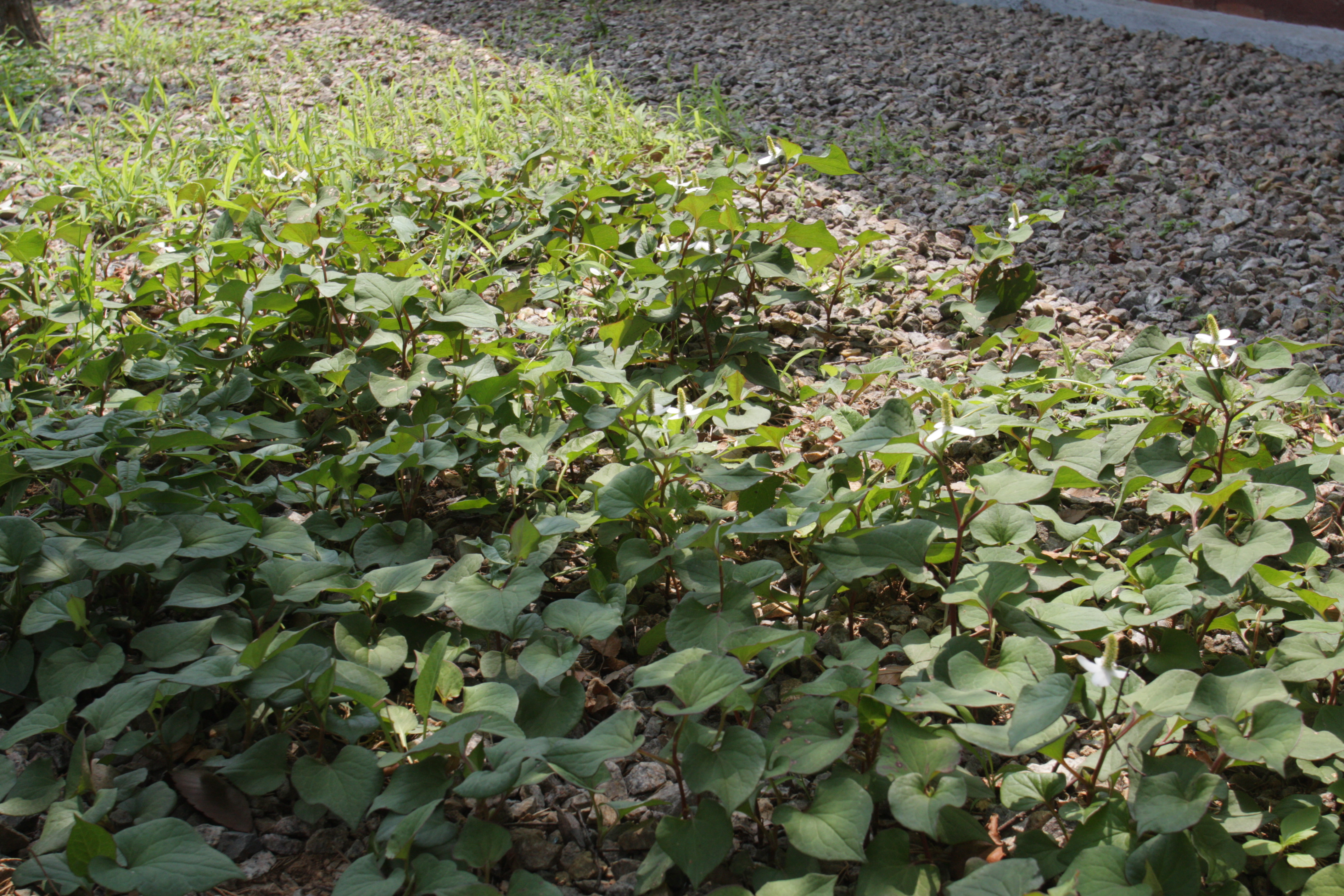
4. ドクダミの群落

日本、韓国、中国（中部から南部）、ヒマラヤ、バングラデシュ、台湾、インドシナ半島に分布する。また北米やヨーロッパの一部に侵入している。日本では本州、四国、九州、沖縄、小笠原諸島から報告されている。本来の分布の北限は青森県岩木川流域とされ、北海道のものは、本州からの移入によるものとされる。
湿り気のある半日陰地を好み、住宅周辺の庭や空き地、道端、荒れ地、林、山野によく群生している（図4）。
繁殖力が強く、ちぎれた地下茎からでも繁殖するため、放置すると一面ドクダミだらけになり、他の雑草が生えなくなる。強い臭気があることと、地下茎を伸ばしてはびこるため、難防除雑草とされる。
日本ではドクダミを食草とする動物は多くないが、広食性の動物（クワゴマダラヒトリ、ニホンザルなど）が食べることがある。一方、広食性のハスモンヨトウはドクダミを忌避する。
ドクダミでは内生菌（病原性を示さずに植物体内に共生している菌類や細菌）に関して調査されており、Colletotrichum、Ilyonectria、Lasiodiplodia（子嚢菌門）が報告されている。

## 人間との関わり
日本では雑草として身近な存在であるが、古くから生薬、民間薬として利用され、ゲンノショウコ、センブリとともに日本の三大民間薬の1つとされる。どくだみ茶やハーブ、野菜として利用されることもあり、このような需要のため商業的に栽培されている。また観賞用として栽培されることもある。健康植物としての評価が高く、篠原 (2008) は「日陰のやや湿ったところに群生し、独特の臭気を持つが、これほど有能で捨てがたい植物も珍しい」と評している。

### 薬用
ドクダミは、内服薬として、胃腸病、食あたり、下痢、便秘、利尿などに利用され、外用薬としても腫れ物、吹き出物、皮膚病などに用いられる。
花期の地上部を陰干し乾燥させたものは、日本では生薬として十薬（じゅうやく; 重薬や蕺薬とも書く） とよばれる。地下部（地下茎など）を含めて全草を利用する例もあるが、日本薬局方では地上部とされる。茎葉を干すことによって、特有の臭気は無くなる。十薬の煎液には利尿作用、緩下作用、高血圧・動脈硬化の予防作用、抗炎症・鎮静作用、駆虫作用などがあるとされる。民間では乾燥した（焙煎することもある）花つきドクダミを煎じ、ふつう1日3杯程度服用する。ただし、妊婦の服用や過剰摂取、長期の連続使用は避けるべきとされる。
また湿疹、かぶれ、ニキビ、おでき、水虫、しらくも、痔などに対する外用薬としては、もんだ生葉をそのまま、生葉をすり潰したもの、煮詰めたり蒸し焼きにして軟膏状にしたもの、焼酎に漬け込んだ液、生葉汁、などの形で患部に塗布する。ツワブキまたはカキノキの葉に包んでやわらかくなるまで蒸し焼きにし、飯粒と練り混ぜて、腫れ物に貼っておくと膿を吸い出すという。毛虫など虫刺されには、葉を揉んだ汁、または花を焼酎に漬けておいたものを患部につけると、かゆみと腫れが収まるといわれている。蓄膿症、慢性鼻炎、膣炎には、生葉汁を挿入することがある。あせもやニキビ、肌荒れには、生葉や乾燥したものを入浴剤とする。
中国では魚腥草（ぎょせいそう）や折耳根（せつじこん）と呼ばれており、食用や解熱や解毒、鎮痛などに用いられ、五物解毒散（ごもつげどくさん）、栝楼薤白湯（かろうがいはくとう）、魚腥草桔梗湯（ぎょせいそうききょうとう）などの漢方方剤に処方される。

#### 薬理成分
生の地上部の茎葉の特異な匂いは、精油成分であるデカノイルアセトアルデヒド (decanoyl acetaldehyde) やラウリルアルデヒド (lauryl aldehyde) などの脂肪族アルデヒドに由来し、これには制菌作用があるが、揮発性であるため乾燥品では失われる。また茎葉や花序にはクエルセチン (quercetin; 図5a) やクエルシトリン (quercitrin; 図5b)、イソクエルシトリン (isoquercitrin)、アフゼリン (afzerin)、ヒペリン (hyperin)、ルチン (rutin) などのフラボノイドまたはその配糖体も含まれる。ミネラルとしてはカリウムを多く含む。
- デカノイルアセトアルデヒド、ラウリルアルデヒド: 抗菌性があり、白癬菌（菌類）やブドウ球菌（細菌）などに対する殺菌作用がある[33][80][81]。乾燥させると揮発、酸化されて失われる[80]。
- クエルセチン（クェルセチン、ケルセチン）: 毛細血管を丈夫にする作用、利尿作用、抗酸化作用[39][70]。
- クエルシトリン、イソクエルシトリン: 利尿作用、緩下作用、強心作用、血管収縮作用[70][80]。
- カリウム塩: 利尿作用、動脈硬化の予防作用[39]。

#### 副作用
どくだみ茶の飲用による副作用として、以下のものが報告されている。
- 高カリウム血症[79]
- 肝機能検査値（GOT、GPT）の上昇例[82]
- フェオフォルバイドa（クロロフィル分解物）の光反応による肌荒れ（光線過敏症）)[83][84]

### 食用
ドクダミの葉は加熱することで臭気が和らぐため、日本では天ぷらなどにして賞味されることがある。採取時期は4 - 6月ごろが適期とされ、摘み取った若芽と若葉は臭気が強いので、よく茹でて水を数度換えながら十分に水にさらし、味噌和えや酢味噌和えにすると、さほど臭いは気にならなくなるという。また、おひたし、ごま和え、汁の実、酢の物、油炒めにもできる。ドクダミが持つ強烈な臭気は、干すか熱を加えるととぶため、地上部を陰干しにし、萎れたところをよく茹でこぼし、さらに水にさらせば、一般の葉菜類と同様に食べられ、適当な歯ごたえもある。
地下茎は一年中利用でき、味噌漬けにしたり、細かく切って茹でて一晩水にさらしてから、炒め物や煮物、きんぴら、酢の物、炊き込みご飯にする。地下茎も適当な長さに切ってよく水にさらし、茹でこぼすことで臭いが取れる。地下茎は繊維が強いため、太いものは2つから4つわりにすると食べやすくなる。
上記のようにドクダミは民間薬として古くから利用されており、そのような薬効を期待して葉を乾燥させたものを煎じたどくだみ茶が茶外茶、ハーブティーとして広く飲まれている（下図6a）。また清涼飲料水である爽健美茶も、原料の1つとしてドクダミを使用している。ドクダミをお茶にするときは、5 - 7月ごろの開花期の地上部を利用する。
ドクダミには血管を強くする成分が含まれており、この成分は熱にも強いため、調理したぐらいでは失われないことから、食用する場合でも保健薬としてドクダミ茶並み以上の効果が期待されている。また、ドクダミ茶のようにドクダミを一度乾燥加工したものについては、殺菌作用のもととなる臭い成分が失われているため、殺菌や消毒の効果はない。
ベトナム料理では、ドクダミは香草（ハーブ）としてバインセオやカオラウなどさまざまな料理に添えて生食され、またサラダとしても食される（上図6b）。中国西南部（貴州省、四川省、湖南省など）ではドクダミは食材として広く利用されている。特にその地下茎は「折耳根（ジェアールゲン、拼音: zhé’ěrgēn)」ともよばれ、炒め物や和え物として食べられている（上図6c, d）。
日本でも、古くに「蕺（シブキ）」が食用とされていた記録がある。『和名類聚抄』（935年頃）には、野菜として記されており、また『蜻蛉日記』（974年頃）ではユズをのせたものを食したと記されている。ただし、日本では古くは「蕺」がドクダミではなくギシギシ（タデ科）を意味していたとの説もある。地下茎にはデンプンが蓄積されるため、近現代の日本でも食糧難の時代に地下茎を茹でて食料としていたという。

### 栽培
上記のように、ドクダミは薬用や食用に広く利用されているため、商業的な栽培も行われている。日本特産農産物協会によると、日本での栽培面積は、国産薬用植物の需要増加を背景に、2016年の200アール未満から2018年は666アールへと急増した。兵庫県（253アール）と徳島県（250アール）が二大産地である。
ドクダミを農作物として栽培する場合、定植直後に小まめに手作業で雑草を取り除いて密植して定着させれば、他の雑草が生えにくくなる。
ドクダミは園芸用にも栽培されており、またさまざまな園芸品種がある。多くの花の苞が最下部の苞と同様に大型化したもの（上記参照）、ヤエドクダミ（Houttuynia cordata f. plena (Makino) Okuyama; 図7a）、葉に白やピンク色などの斑が入ったものはフイリドクダミ（Houttuynia cordata f. variegata (Makino) Sugimoto）とよばれる。斑入りにはさまざまなものがあり、五色ドクダミ（‘カメレオン’、‘トリカラー’; 図7b）や錦ドクダミ（白色部が多い）、‘フレーム’（覆輪模様）、‘ジョーカーズ・ゴールド’（明黄色の斑入り）などがある。

### 名称
ドクダミの学名である Houttuynia cordata のうち、属名の Houttuynia はオランダの博物学者であるマールテン・ホッタイン (Maarten Houttuyn, 1720–1798) への献名であり、種小名の cordata はラテン語でハート形の葉の形を示している。
和名である「ドクダミ」の語源は分かっていないが、古くから民間薬として毒下しの薬効が顕著であるため、毒を抑えることを意味する「毒を矯める（ためる）」から、「毒矯め（どくだめ）」が転訛して「毒矯み（どくだみ）」と呼ばれるようになったとするのが通説である。矯めるとは、正す・直すの意味である。異説として、「毒痛み」の意味で毒や痛みに効くことから名付けられたという説、群落地に漂う特有の臭気から毒気が溜まった場所を意味する「毒溜め（どくだめ）」または植物自体が毒を溜めているとする「毒溜め」が転じてドクダミとよばれるようになったとする説もある。ただし、この植物が毒をもつというのは誤った解釈であり、ドクダミ自体に毒はない。「ドクダミ」の名は比較的新しく、初見は『和爾雅』（1694年）とされる。
古くは、「之布岐（しぶき／しふき）」（之布木、之布支、志布岐）と呼ばれていた。ほかに様々な地方名があり、「ドクダン」、「ドクダメ」、「ハッチョウグサ」など、日本全国で160余りの地方名があるといわれている。各地の地方名には、薬効や生態に由来するものは少なく、多くはこの植物特有の臭気に関するもの、あるいはこの植物をあたかも有毒植物であるかのように表現したものである。東北から関東では「ジゴクソバ」、大分県では「ウマゼリ」などとよばれていた。
漢名は、「蕺菜（シュウサイ／ジュウサイ）」である。日本での生薬名である「十薬（ジュウヤク）」は、民間薬として用途が広く、応用範囲が10を数えるというところから、漢名の蕺菜の蕺の字を十に読み換えものだとされることが多い。別の漢名である「魚腥草」（腥の意味は「生臭い」）、ベトナム名の「ザウザプカー」または「ザウジエプカー」（ベトナム語：rau giấp cá/ rau diếp cá、意味は「魚の野菜の葉」）、英名の「フィッシュミント」(fish mint)、「フィッシュハーブ」(fish herb)、「フィッシュウワート」(fishwort) など、魚の匂いにまつわる名称も多い。英名にはこのほか、「カメレオンプラント」(chameleon plant:「カメレオンの植物」の意)、「ハートリーフ」(heartleaf:「心臓形の葉」の意) や、「ビショップズ・ウィード」(bishop's weed:「司教の雑草」の意) という表現もある。

### 季語・花言葉
「どくだみ」、「どくだみの花」、「十薬」は夏の季語であり、下記のような俳句がある。
十薬を 抜きすてし香に つきあたる—中村汀女
どくだみや 真昼の闇に しろ十字—川端茅舎、華厳
ドクダミの花言葉は、「白い追憶」、「野生」である。